# Big Bang (Band)/Diskografie
Diese Diskografie ist eine Übersicht über die musikalischen Werke der südkoreanischen Boygroup Big Bang. Alle Tonträger der Band erschienen über das südkoreanische Label YG Entertainment und das japanische Label Avex Trax. Den Quellenangaben zufolge verkaufte sie bisher mehr als 90 Millionen Tonträger. Darin enthalten sind mehr als vier Millionen Alben, über 47 Millionen Singles und knapp sechs Millionen EPs, von denen sie für über 4,7 Millionen verkaufte Einheiten Schallplattenauszeichnungen erhielten.

## Alben

### Studioalben
Der Tonträger Made ist mit über 3,1 Millionen verkauften Einheiten weltweit ihr erfolgreichstes Album gefolgt von Remember mit knapp 230.000 verkauften Einheiten. Insgesamt wurden fünf ihrer Alben mit einer Goldenen Schallplatte in Japan ausgezeichnet.

| Jahr                       | Titel                             | Höchstplatzierung, Gesamtwochen, AuszeichnungChartplatzierungen (Jahr, Titel, Platzierungen, Wochen, Auszeichnungen, Anmerkungen) | Höchstplatzierung, Gesamtwochen, AuszeichnungChartplatzierungen (Jahr, Titel, Platzierungen, Wochen, Auszeichnungen, Anmerkungen) | Höchstplatzierung, Gesamtwochen, AuszeichnungChartplatzierungen (Jahr, Titel, Platzierungen, Wochen, Auszeichnungen, Anmerkungen) | Anmerkungen                                                   |
| Jahr                       | Titel                             | KR | JP | US | Anmerkungen                                                   |
| -------------------------- | --------------------------------- | --- | --- | --- | ------------------------------------------------------------- |
| Südkoreanische Studioalben |                                   | | | |                                                               |
|                            |                                   | | | |                                                               |
| 2006                       | Bigbang Vol.1 (1집 BigBang Vol.1) | KR3 (41 Wo.)KR | — | — | Erstveröffentlichung: 21. Dezember 2006 Verkäufe: + 157.186   |
| 2008                       | Remember (2집 Remember)           | KR5 (79 Wo.)KR | — | — | Erstveröffentlichung: 5. November 2008 Verkäufe: + 229.646    |
| 2016                       | Made                              | KR1 (47 Wo.)KR | JP1 Gold · (20 Wo.)JP | US172 (1 Wo.)US | Erstveröffentlichung: 12. Dezember 2016 Verkäufe: + 3.192.183 |
| Japanische Studioalben     |                                   | | | |                                                               |
|                            |                                   | | | |                                                               |
| 2008                       | Number 1 (ナンバー 1)             | — | JP13 (15 Wo.)JP | — | Erstveröffentlichung: 22. Oktober 2008                        |
| 2009                       | Big Bang                          | — | JP3 Gold · (43 Wo.)JP | — | Erstveröffentlichung: 19. August 2009 Verkäufe: + 100.000     |
| 2010                       | Big Bang + ライブ・トラックス     | — | JP39 (2 Wo.)JP | — | Erstveröffentlichung: 31. März 2010                           |
| 2011                       | Big Bang 2                        | — | JP1 Gold · (16 Wo.)JP | — | Erstveröffentlichung: 11. Mai 2011 Verkäufe: + 100.000        |
| 2012                       | Alive                             | — | JP3 Gold · (92 Wo.)JP | — | Erstveröffentlichung: 28. März 2012 Verkäufe: + 100.000       |
| 2016                       | Made Series                       | — | JP1 Gold · (41 Wo.)JP | — | Erstveröffentlichung: 3. Februar 2016 Verkäufe: + 202.600     |

grau schraffiert: keine Chartdaten aus diesem Jahr verfügbar

### Livealben
| Jahr | Titel                                                     | Höchstplatzierung, Gesamtwochen, AuszeichnungChartplatzierungen (Jahr, Titel, Platzierungen, Wochen, Auszeichnungen, Anmerkungen) | Höchstplatzierung, Gesamtwochen, AuszeichnungChartplatzierungen (Jahr, Titel, Platzierungen, Wochen, Auszeichnungen, Anmerkungen) | Anmerkungen                                              |
| Jahr | Titel                                                     | KR | JP | Anmerkungen                                              |
| ---- | --------------------------------------------------------- | --- | --- | -------------------------------------------------------- |
| 2009 | 2009 Big Show                                             | — | JP5 (4 Wo.)JP | Erstveröffentlichung: 22. April 2009                     |
| 2010 | 2010 Big Show                                             | KR1 (7 Wo.)KR | JP2 (7 Wo.)JP | Erstveröffentlichung: 19. August 2010 Verkäufe: + 36.000 |
| 2011 | 2011 Big Show                                             | KR1 (7 Wo.)KR | — | Erstveröffentlichung: 17. Juni 2011 Verkäufe: + 28.000   |
| 2011 | Big Bang “Love & Hope Tour 2011” Live Tracks & Photo Book | — | JP21 (4 Wo.)JP | Erstveröffentlichung: 28. September 2011                 |
| 2013 | Alive Tour 2012: Live in Seoul                            | KR2 (18 Wo.)KR | — | Erstveröffentlichung: 10. Januar 2013 Verkäufe: + 19.000 |
| 2013 | Alive Galaxy Tour 2013: The Final in Seoul                | KR1 (31 Wo.)KR | — | Erstveröffentlichung: 30. Mai 2013 Verkäufe: + 19.000    |
| 2014 | 2014 Big Bang +α In Seoul                                 | KR16 (18 Wo.)KR | JP5 (3 Wo.)JP | Erstveröffentlichung: 28. Mai 2014 Verkäufe: + 11.000    |
| 2016 | 2016 Big Bang World Tour Made Final in Seoul Live         | KR6 (46 Wo.)KR | — | Erstveröffentlichung: 3. Juni 2016                       |
| 2017 | Big Bang 10 The Concert 0.To.10 Final In Seoul Live       | — | JP2 (16 Wo.)JP | Erstveröffentlichung: 25. Mai 2017                       |

grau schraffiert: keine Chartdaten aus diesem Jahr verfügbar
Weitere Livealben
- 2007: First Live Concert: The Real
- 2008: Second Live Concert: The Great

### Kompilationen
| Jahr                     | Titel                                            | Höchstplatzierung, Gesamtwochen, AuszeichnungChartsChartplatzierungen (Jahr, Titel, Platzierungen, Wochen, Auszeichnungen, Anmerkungen) | Anmerkungen                                                 |
| Jahr                     | Titel                                            | JP | Anmerkungen                                                 |
| ------------------------ | ------------------------------------------------ | --- | ----------------------------------------------------------- |
| Japanische Kompilationen |                                                  | |                                                             |
|                          |                                                  | |                                                             |
| 2009                     | Asia Best 2006–2009                              | JP20 (7 Wo.)JP | Erstveröffentlichung: 19. August 2009                       |
| 2011                     | The Ultimate -International Best-                | JP7 (6 Wo.)JP | Erstveröffentlichung: 25. Mai 2011                          |
| 2011                     | The Best of Big Bang                             | JP2 Gold · (46 Wo.)JP | Erstveröffentlichung: 14. Dezember 2011 Verkäufe: + 200.000 |
| 2012                     | Big Bang The Non Stop Mix                        | JP31 (4 Wo.)JP | Erstveröffentlichung: 4. April 2012                         |
| 2012                     | Big Bang Best Selection                          | JP47 (4 Wo.)JP | Erstveröffentlichung: 6. Juni 2012                          |
| 2013                     | Big Bang Non Stop Mega Mix mixed by DJ Wildparty | JP85 (2 Wo.)JP | Erstveröffentlichung: 18. Dezember 2013                     |
| 2014                     | The Best of Big Bang 2006–2014                   | JP1 Gold · (133 Wo.)JP | Erstveröffentlichung: 26. November 2014 Verkäufe: + 220.000 |
| 2015                     | Best Selection Hi Quality CD                     | JP169 (1 Wo.)JP | Erstveröffentlichung: 17. Oktober 2015                      |

### EPs
| Jahr               | Titel                                     | Höchstplatzierung, Gesamtwochen, AuszeichnungChartplatzierungen (Jahr, Titel, Platzierungen, Wochen, Auszeichnungen, Anmerkungen) | Höchstplatzierung, Gesamtwochen, AuszeichnungChartplatzierungen (Jahr, Titel, Platzierungen, Wochen, Auszeichnungen, Anmerkungen) | Höchstplatzierung, Gesamtwochen, AuszeichnungChartplatzierungen (Jahr, Titel, Platzierungen, Wochen, Auszeichnungen, Anmerkungen) | Anmerkungen                                                |
| Jahr               | Titel                                     | KR | JP | US | Anmerkungen                                                |
| ------------------ | ----------------------------------------- | --- | --- | --- | ---------------------------------------------------------- |
| Südkoreanische EPs |                                           | | | |                                                            |
|                    |                                           | | | |                                                            |
| 2007               | Always                                    | KR11 (23 Wo.)KR | — | — | Erstveröffentlichung: 16. August 2007 Verkäufe: + 120.000  |
| 2007               | Hot Issue                                 | KR8 (26 Wo.)KR | — | — | Erstveröffentlichung: 22. November 2007 Verkäufe: 120.000+ |
| 2008               | Stand Up                                  | KR1 (37 Wo.)KR | — | — | Erstveröffentlichung: 8. August 2008 Verkäufe: + 150.000   |
| 2011               | Tonight                                   | KR1 (38 Wo.)KR | — | — | Erstveröffentlichung: 24. Februar 2011 Verkäufe: + 63.320  |
| 2011               | Big Bang Special Edition                  | KR1 (38 Wo.)KR | — | — | Erstveröffentlichung: 8. April 2011 Verkäufe: + 89.371     |
| 2011               | Big Bang 4th Mini Album Japan Edition     | — | JP10 (13 Wo.)JP | — | Erstveröffentlichung: 13. April 2011                       |
| 2012               | Alive                                     | KR1 (66 Wo.)KR | — | US150 (1 Wo.)US | Erstveröffentlichung: 29. Februar 2012 Verkäufe: + 278.651 |
| 2012               | Still Alive                               | KR1 (103 Wo.)KR | — | — | Erstveröffentlichung: 3. Juni 2012 Verkäufe: + 172.855     |
| 2015               | M                                         | KR1 (18 Wo.)KR | — | — | Erstveröffentlichung: 1. Mai 2015 Verkäufe: + 647.223      |
| 2015               | A                                         | KR2 (33 Wo.)KR | — | — | Erstveröffentlichung: 1. Juni 2015 Verkäufe: + 967.144     |
| 2015               | D                                         | KR1 (24 Wo.)KR | JP16 (2 Wo.)JP | — | Erstveröffentlichung: 1. Juli 2015 Verkäufe: + 1.453.211   |
| 2015               | E                                         | KR1 (19 Wo.)KR | JP15 (4 Wo.)JP | — | Erstveröffentlichung: 5. August 2015 Verkäufe: + 1.592.721 |
| Japanische EPs     |                                           | | | |                                                            |
|                    |                                           | | | |                                                            |
| 2008               | For the World                             | — | JP53 (9 Wo.)JP | — | Erstveröffentlichung: 4. Januar 2008 Verkäufe: + 14.000    |
| 2008               | With U                                    | — | JP45 (3 Wo.)JP | — | Erstveröffentlichung: 28. Mai 2008 Verkäufe: + 5.600       |
| 2012               | Special Final in Dome Memorial Collection | — | JP6 (13 Wo.)JP | — | Erstveröffentlichung: 5. Dezember 2012 Verkäufe: + 80.000  |

## Singles

### Als Leadmusiker
| Jahr | Titel Album                                            | Höchstplatzierung, Gesamtwochen, AuszeichnungChartplatzierungen (Jahr, Titel, Album, Platzierungen, Wochen, Auszeichnungen, Anmerkungen) | Höchstplatzierung, Gesamtwochen, AuszeichnungChartplatzierungen (Jahr, Titel, Album, Platzierungen, Wochen, Auszeichnungen, Anmerkungen) | Anmerkungen                                                               |
| Jahr | Titel Album                                            | KR | JP | Anmerkungen                                                               |
| --- | ------------------------------------------------------ | --- | --- | ------------------------------------------------------------------------- |
| 2006 | Bigbang (First Single) –                               | KR5 (32 Wo.)KR | — | Erstveröffentlichung: 28. August 2006 Verkäufe: + 54.333                  |
| 2006 | Bigbang is V.I.P –                                     | KR8 (28 Wo.)KR | — | Erstveröffentlichung: 28. September 2006 Verkäufe: + 32.503               |
| 2006 | Big Bang 03 –                                          | KR7 (24 Wo.)KR | — | Erstveröffentlichung: 21. November 2006 Verkäufe: + 32.348                |
| 2009 | My Heaven Big Bang                                     | — | JP3 (8 Wo.)JP | Erstveröffentlichung: 25. Mai 2009                                        |
| 2009 | Gara Gara Go! Big Bang                                 | — | JP5 Gold (Mobile Downloads) · (11 Wo.)JP                                                                                                 | Erstveröffentlichung: 29. Juni 2009 Verkäufe: + 100.000                   |
| 2009 | Koe o Kikasete Big Bang                                | — | JP4 Platin (Digital) + Gold (Streaming) · (16 Wo.)JP                                                                                     | Erstveröffentlichung: 4. November 2009 Verkäufe: + 250.000                |
| 2010 | Tell Me Goodbye Big Bang 2                             | — | JP5 Gold (Mobile Downloads) · (15 Wo.)JP                                                                                                 | Erstveröffentlichung: 16. Mai 2010 Verkäufe: + 100.000                    |
| 2010 | Beautiful Hangover Big Bang 2                          | — | JP7 (8 Wo.)JP | Erstveröffentlichung: 24. August 2010                                     |
| 2011 | Tonight                                                | KR1 (14 Wo.)KR | JP— Gold (Digital)JP | Erstveröffentlichung: 28. Februar 2011 Verkäufe: + 2.541.731              |
| 2011 | Love Song Big Bang Special Edition                     | KR1 (25 Wo.)KR | — | Erstveröffentlichung: 13. April 2011 Verkäufe: + 2.068.614                |
| 2012 | Blue Alive                                             | KR1 (32 Wo.)KR | — | Erstveröffentlichung: 21. Februar 2012 Verkäufe: + 3.567.768              |
| 2012 | Bad Boy Alive                                          | KR2 (28 Wo.)KR | — | Erstveröffentlichung: 28. Februar 2012 Verkäufe: + 2.367.663              |
| 2012 | Fantastic Baby Alive                                   | KR3 (19 Wo.)KR | JP— ×2Doppelplatin (Digital) + Platin (Streaming)JP                                                                                      | Erstveröffentlichung: 6. März 2012 Verkäufe: + 7.106.298                  |
| 2012 | Monster Still Alive                                    | KR1 (34 Wo.)KR | — | Erstveröffentlichung: 2. Mai 2012 Verkäufe: + 2.438.809                   |
| 2015 | Loser Made                                             | KR1 (26 Wo.)KR | — | Erstveröffentlichung: 1. Mai 2015 Verkäufe: + 1.868.707                   |
| 2015 | Bae Bae Made                                           | KR2 (22 Wo.)KR | — | Erstveröffentlichung: 1. Mai 2015 Verkäufe: + 1.757.248                   |
| 2015 | Bang Bang Bang (뱅뱅뱅) Made                           | KR1 (43 Wo.)KR | JP— Gold (Digital) + Gold (Streaming)JP                                                                                                  | Erstveröffentlichung: 1. Juni 2015 Verkäufe: + 5.497.523                  |
| 2015 | We Like 2 Party Made                                   | KR3 (33 Wo.)KR | — | Erstveröffentlichung: 1. Juni 2015 Verkäufe: + 1.230.596                  |
| 2015 | If You Made                                            | KR1 (21 Wo.)KR | — | Erstveröffentlichung: 1. Juli 2015 Verkäufe: + 1.461.116                  |
| 2015 | Sober (맨정신) Made                                    | KR2 (32 Wo.)KR | — | Erstveröffentlichung: 1. Juli 2015 Verkäufe: + 1.329.950                  |
| 2015 | Let’s Not Fall In Love (우리 사랑하지 말아요) Made     | KR1 (18 Wo.)KR | — | Erstveröffentlichung: 5. August 2015 Verkäufe: + 1.406.315                |
| 2015 | Zutter (쩔어) Made                                     | KR2 (11 Wo.)KR | — | Erstveröffentlichung: 5. August 2015 Verkäufe: + 1.029.291                |
| 2016 | Fxxk It (에라 모르겠다) Made                           | KR1 (32 Wo.)KR | — | Erstveröffentlichung: 12. Dezember 2016 Verkäufe: + 2.824.189             |
| 2016 | Last Dance Made                                        | KR2 (21 Wo.)KR | — | Erstveröffentlichung: 12. Dezember 2016 Verkäufe: + 2.104.967             |
| 2018 | Flower Road (꽃길) –                                   | KR1 Platin (Download) + Platin (Streaming) · (30 Wo.)KR                                                                                  | — | Erstveröffentlichung: 13. März 2018 Verkäufe: + 3.971.445                 |
| 2022 | Still Life (봄여름가을겨울) –                          | KR1 Platin (Streaming) · (53 Wo.)KR | — | Erstveröffentlichung: 13. März 2022 Verkäufe: + 1.200.000                 |
| Folgende Lieder erschienen nicht als Single, wurden aber durch das Album zum Download und Streaming bereitgestellt und konnten somit eine Platzierung erlangen: |                                                        | | |                                                                           |
| |                                                        | | |                                                                           |
| 2010 | Lollipop Part 2 –                                      | KR3 (13 Wo.)KR | — | Promo-Single Erstveröffentlichung: 19. Februar 2010 Verkäufe: + 1.337.098 |
| 2011 | Cafe Tonight                                           | KR2 (12 Wo.)KR | — | Charteinstieg: 26. Februar 2011 Verkäufe: + 1.563.637                     |
| 2011 | What Is Right Tonight                                  | KR3 (11 Wo.)KR | — | Charteinstieg: 26. Februar 2011 Verkäufe: + 1.310.288                     |
| 2011 | Somebody to Love Tonight                               | KR5 (8 Wo.)KR | — | Charteinstieg: 26. Februar 2011 Verkäufe: + 963.732                       |
| 2011 | Hands Up Tonight                                       | KR7 (7 Wo.)KR | — | Charteinstieg: 26. Februar 2011 Verkäufe: + 828.404                       |
| 2011 | Intro (Thank You & You) Tonight                        | KR20 (3 Wo.)KR | — | Charteinstieg: 26. Februar 2011 Verkäufe: + 110.148                       |
| 2011 | Stupid Liar Big Bang Special Edition                   | KR2 (10 Wo.)KR | — | Charteinstieg: 26. Februar 2011 Verkäufe: + 1.275.166                     |
| 2011 | Baby Don’t Cry Big Bang Special Edition                | KR30 (3 Wo.)KR | — | Charteinstieg: 26. Februar 2011 Verkäufe: + 368.679                       |
| 2012 | Intro (Alive) Alive                                    | KR18 (4 Wo.)KR | — | Charteinstieg: 3. März 2012 Verkäufe: + 593.718                           |
| 2012 | Love Dust Alive                                        | KR3 (10 Wo.)KR | — | Charteinstieg: 3. März 2012 Verkäufe: + 1.892.834                         |
| 2012 | Ain’t No Fun (재미없어) Alive                          | KR6 (10 Wo.)KR | — | Charteinstieg: 3. März 2012 Verkäufe: + 1.371.815                         |
| 2012 | Wings (날개) (대성 Solo) Alive                         | KR8 (6 Wo.)KR | — | Charteinstieg: 3. März 2012 Verkäufe: + 1.096.474                         |
| 2012 | Still Alive Still Alive – Special Edition              | KR3 (23 Wo.)KR | — | Charteinstieg: 6. Juni 2012 Verkäufe: + 1.349.551                         |
| 2012 | Ego Alive                                              | KR4 (7 Wo.)KR | — | Charteinstieg: 6. Juni 2012 Verkäufe: + 876.736                           |
| 2012 | Feeling Still Alive – Special Edition                  | KR5 (4 Wo.)KR | — | Charteinstieg: 6. Juni 2012 Verkäufe: + 727.415                           |
| 2012 | Bingle Bingle (빙글빙글) Still Alive – Special Edition | KR6 (6 Wo.)KR | — | Charteinstieg: 6. Juni 2012                                               |
| 2016 | Girlfriend Made                                        | KR3 (21 Wo.)KR | — | Charteinstieg: 16. Dezember 2016 Verkäufe: + 551.948                      |

grau schraffiert: keine Chartdaten aus diesem Jahr verfügbar
Weitere Singles
| Jahr                   | Titel Album                           | Anmerkungen                                                   |
| Südkoreanische Singles | Südkoreanische Singles                | Südkoreanische Singles                                        |
| ---------------------- | ------------------------------------- | ------------------------------------------------------------- |
| 2006                   | Dirty Cash Big Bang Vol. 1            | Erstveröffentlichung: 22. Dezember 2006                       |
| 2006                   | Shake It (흔들어) Big Bang Vol. 1     | Erstveröffentlichung: 22. Dezember 2006                       |
| 2007                   | Lies (거짓말) Always                  | Erstveröffentlichung: 16. August 2007 Verkäufe: + 4.907.915   |
| 2007                   | Always                                | Erstveröffentlichung: 17. August 2007                         |
| 2007                   | Last Farewell (마지막 인사) Hot Issue | Erstveröffentlichung: 22. November 2007 Verkäufe: + 5.128.203 |
| 2008                   | Haru Haru (하루하루) Stand Up         | Erstveröffentlichung: 8. August 2008 Verkäufe: + 5.000.000    |
| 2008                   | Sunset Glow (붉은 노을) Remember      | Erstveröffentlichung: 5. November 2008 Verkäufe: + 5.000.000  |
| Japanische Singles     |                                       |                                                               |
| 2008                   | How Gee For the World                 | Erstveröffentlichung: 4. Januar 2008                          |
| 2008                   | With U                                | Erstveröffentlichung: 28. Mai 2008                            |
| 2008                   | Number 1                              | Erstveröffentlichung: 9. Oktober 2008                         |

Weitere Promo-Singles
- 2008: Stylish
- 2009: Lollipop (mit 2NE1)
- 2009: So Fresh So Cool
- 2010: The Shouts of Red Part 2 (mit with Trans Fixion feat. Kim Yuna)
- 2011: The North Face Song

## Videoalben
| Jahr | Titel                                                                      | Höchstplatzierung, Gesamtwochen, AuszeichnungChartplatzierungen (Jahr, Titel, Platzierungen, Wochen, Auszeichnungen, Anmerkungen) | Höchstplatzierung, Gesamtwochen, AuszeichnungChartplatzierungen (Jahr, Titel, Platzierungen, Wochen, Auszeichnungen, Anmerkungen) | Anmerkungen                                                                        |
| Jahr | Titel                                                                      | JP DVD | JP Blu-ray | Anmerkungen                                                                        |
| ---- | -------------------------------------------------------------------------- | --- | --- | ---------------------------------------------------------------------------------- |
| 2009 | 2009 Big Bang Live Concert ‘Big Show’                                      | JP DVD5 (13 Wo.)JP DVD | — | Erstveröffentlichung: 19. August 2009 Wiederveröffentlichung: 19. März 2014        |
| 2010 | Stand Up Tour                                                              | JP DVD16 (8 Wo.)JP DVD | — | Erstveröffentlichung: 17. März 2010                                                |
| 2010 | 2008 Big Bang Live Concert „Global Warning Tour“                           | JP DVD9 (11 Wo.)JP DVD | — | Erstveröffentlichung: 31. März 2010                                                |
| 2010 | Electric Love Tour 2010                                                    | JP DVD6 (31 Wo.)JP DVD | — | Erstveröffentlichung: 28. April 2010 Wiederveröffentlichung: 29. September 2012    |
| 2010 | Big Show Big Bang Live Concert 2010                                        | JP DVD2 (7 Wo.)JP DVD | — | Erstveröffentlichung: 27. Oktober 2010 Wiederveröffentlichung: 19. März 2014       |
| 2011 | Big Bang Present “Love & Hope Tour 2011”                                   | JP DVD4 (36 Wo.)JP DVD | JP Blu-ray76 (1 Wo.)JP Blu-ray | Erstveröffentlichung: 14. Dezember 2011 Wiederveröffentlichung: 26. September 2012 |
| 2012 | Big Bang 1st Documentary DVD＜extraordinary,20’s＞                         | JP DVD5 (5 Wo.)JP DVD | — | Erstveröffentlichung: 6. Juni 2012                                                 |
| 2012 | Big Bang’s Alive 2012 Making Collection                                    | JP DVD3 (4 Wo.)JP DVD | — | Erstveröffentlichung: 22. August 2012                                              |
| 2013 | 2012 Big Bang Alive Tour in Seoul                                          | JP DVD2 (5 Wo.)JP DVD | — | Erstveröffentlichung: 6. Februar 2013                                              |
| 2013 | Big Bang Best Music Video Collection 2006–2012 -Korea Edition-             | JP DVD3 (4 Wo.)JP DVD | — | Erstveröffentlichung: 13. Februar 2013                                             |
| 2013 | Big Bang Alive Tour 2012 in Japan: Special Final in Dome -Tokyo Dome-      | JP DVD2 Gold · (57 Wo.)JP DVD | JP Blu-ray2 (36 Wo.)JP Blu-ray | Erstveröffentlichung: 20. März 2013 Verkäufe: + 100.000                            |
| 2013 | 2012~2013 Big Bang Alive Galaxy Tour DVD [The Final in Seoul & World Tour] | JP DVD3 (5 Wo.)JP DVD | — | Erstveröffentlichung: 24. Juli 2013                                                |
| 2014 | 2011 Big Bang Live Concert                                                 | JP DVD53 (1 Wo.)JP DVD | — | Erstveröffentlichung: 19. März 2014                                                |
| 2014 | Big Bang Japan Dome Tour 2013~2014                                         | JP DVD1 Gold · (49 Wo.)JP DVD | JP Blu-ray3 (19 Wo.)JP Blu-ray | Erstveröffentlichung: 19. März 2014 Verkäufe: + 100.000                            |
| 2014 | 2014 Big Bang +α Concert in Seoul                                          | JP DVD5 (3 Wo.)JP DVD | — | Erstveröffentlichung: 2. Juli 2014                                                 |
| 2014 | Big Bang Early Days in Japan ～filmed by Mezamashi TV～                    | JP DVD4 (4 Wo.)JP DVD | — | Erstveröffentlichung: 3. Dezember 2014                                             |
| 2015 | 2008 Big Bang Live Concert Global Warning Tour                             | JP DVD40 (1 Wo.)JP DVD | — | Erstveröffentlichung: 21. Januar 2015                                              |
| 2015 | Big Bang Japan Dome Tour 2014–2015 'X'                                     | JP DVD1 Gold · (70 Wo.)JP DVD | JP Blu-ray2 (18 Wo.)JP Blu-ray | Erstveröffentlichung: 25. März 2015 Verkäufe: + 100.000                            |
| 2015 | Big Bang’s 2015 Welcoming Collection DVD                                   | JP DVD5 (3 Wo.)JP DVD | — | Erstveröffentlichung: 25. März 2015                                                |
| 2016 | Big Bang 2015 World Tour ～2016 [Made] In Seoul                            | JP DVD6 (5 Wo.)JP DVD | — | Erstveröffentlichung: 2. Februar 2016                                              |
| 2016 | Big Bang 2015 World Tour ～2016 [Made] In Japan                            | JP DVD1 Gold · (32 Wo.)JP DVD | JP Blu-ray5 (14 Wo.)JP Blu-ray | Erstveröffentlichung: 24. Februar 2016 Verkäufe: + 100.000                         |
| 2016 | Big Bang’s 2016 Welcoming Collection DVD                                   | JP DVD2 (3 Wo.)JP DVD | — | Erstveröffentlichung: 2. März 2016                                                 |
| 2016 | Big Bang 2015 World Tour ～2016 [Made] In Japan: The Final                 | JP DVD1 (22 Wo.)JP DVD | JP Blu-ray2 (9 Wo.)JP Blu-ray | Erstveröffentlichung: 20. Juli 2016                                                |
| 2016 | Big Bang10 The Concert: 0.To.10 In Japan                                   | JP DVD1 (19 Wo.)JP DVD | — | Erstveröffentlichung: 2. November 2016                                             |
| 2017 | Big Bang10 The Concert: 0.To.10 In Seoul                                   | JP DVD7 (2 Wo.)JP DVD | — | Erstveröffentlichung: 8. Februar 2017                                              |
| 2017 | Big Bang10 The Concert: 0.To.10 -The Final-                                | JP DVD2 (39 Wo.)JP DVD | JP Blu-ray4 (12 Wo.)JP Blu-ray | Erstveröffentlichung: 29. März 2017                                                |
| 2017 | Big Bang’s 2017 Welcoming Collection DVD                                   | JP DVD6 (2 Wo.)JP DVD | — | Erstveröffentlichung: 29. März 2017                                                |
| 2018 | Big Bang Special Event 2017                                                | JP DVD3 (9 Wo.)JP DVD | JP Blu-ray6 (6 Wo.)JP Blu-ray | Erstveröffentlichung: 17. Januar 2018                                              |
| 2018 | Big Bang Japan Dome Tour 2017 -Last Dance-                                 | JP DVD1 (24 Wo.)JP DVD | JP Blu-ray2 (12 Wo.)JP Blu-ray | Erstveröffentlichung: 14. März 2018                                                |
| 2018 | Big Bang Japan Dome Tour 2017 -Last Dance-: The Final                      | JP DVD1 (15 Wo.)JP DVD | JP Blu-ray2 (7 Wo.)JP Blu-ray | Erstveröffentlichung: 17. August 2018                                              |

Weitere Videoalben
- 2017: Big Bang 10 The Concert 0.To.10 Final In Seoul Live

## Musikvideos
| Jahr                | Titel                  | Regisseur      | Anmerkungen                                                                   |
| ------------------- | ---------------------- | -------------- | ----------------------------------------------------------------------------- |
| 2006                |                        |                |                                                                               |
| We Belong Together  | —                      |                |                                                                               |
| A Fool’s Only Tears | —                      |                |                                                                               |
| This Love           | —                      |                |                                                                               |
| LA-LA-LA            | —                      |                |                                                                               |
| Ma Girl             | —                      |                |                                                                               |
| Forever With U      | —                      |                |                                                                               |
| Good-bye Baby       | —                      |                |                                                                               |
| Dirty Cash          | —                      |                |                                                                               |
| 2007                | Lies                   | Cha Eun-taek   |                                                                               |
| 2007                | Always                 | —              |                                                                               |
| 2007                | Last Farewell          | —              |                                                                               |
| 2008                | Haru Haru              | —              | Park Min-young spielt mit                                                     |
| 2008                | My Heaven              | —              |                                                                               |
| 2008                | Oh My Friend           | —              |                                                                               |
| 2008                | Number 1               | —              |                                                                               |
| 2008                | With U                 | —              |                                                                               |
| 2008                | How Gee                | —              |                                                                               |
| 2008                | Sunset Glow            | —              |                                                                               |
| 2009                | Gara Gara Go           | —              |                                                                               |
| 2009                | Koe o Kikasete         | —              |                                                                               |
| 2010                | Tell Me Goodbye        | —              |                                                                               |
| 2010                | Beautiful Hangover     | —              |                                                                               |
| 2011                | Tonight                | —              |                                                                               |
| 2011                | Love Song              | Han Sa Min     | Mnet Asian Music Awards 2011: Best Music Video                                |
| 2012                | Blue                   | Han Sa Min     |                                                                               |
| 2012                | Fantastic Baby         | Seo Hyun-Seung |                                                                               |
| 2012                | Bad Boy                | Han Sa Min     |                                                                               |
| 2012                | Monster                | Han Sa Min     |                                                                               |
| 2015                | Loser                  | Han Sa Min     |                                                                               |
| 2015                | Bae Bae                | Seo Hyun-Seung | Mnet Asian Music Awards 2015: Best Music Video                                |
| 2015                | Bang Bang Bang         | Seo Hyun-Seung | Choreographie von Parris Goebel                                               |
| 2015                | We Like 2 Party        | Han Sa Min     |                                                                               |
| 2015                | Sober                  | Han Sa Min     |                                                                               |
| 2015                | Let’s Not Fall In Love | Han Sa Min     | Ha Yeon-soo, Lauren Tse, Kim Yoon-hye, Seo Ye-ji und Lee Ho-jeong spielen mit |
| 2015                | Zutter                 | Seo Hyun-Seung |                                                                               |
| 2016                | Fxxk It                | Seo Hyun-Seung |                                                                               |
| 2016                | Last Dance             | Han Sa Min     |                                                                               |
| 2022                | Still Life             | Han Sa Min     |                                                                               |

## Boxsets
- 2016: BigBang10 The Vinyl LP: Limited Edition
- 2016: BigBang10 The Collection – ’A to Z’

## Statistik

### Chartauswertung
|                     | KR     | JP     | US    |
| ------------------- | ------ | ------ | ----- |
| Nummer-eins-Alben   | KR12KR | JP4JP  | US—US |
| Top-10-Alben        | KR18KR | JP15JP | US—US |
| Alben in den Charts | KR20KR | JP26JP | US1US |

|                       | KR     | JP    |
| --------------------- | ------ | ----- |
| Nummer-eins-Singles   | KR11KR | JP—JP |
| Top-10-Singles        | KR35KR | JP5JP |
| Singles in den Charts | KR38KR | JP5JP |

|                          | JP     |
| ------------------------ | ------ |
| Nummer-eins-Videoalben   | JP7JP  |
| Top-10-Videoalben        | JP27JP |
| Videoalben in den Charts | JP30JP |

### Auszeichnungen für Musikverkäufe
Anmerkung: Auszeichnungen in Ländern aus den Charttabellen bzw. Chartboxen sind in ebendiesen zu finden.
| Land/RegionAuszeichnungen für Musikverkäufe (Land/Region, Auszeichnungen, Verkäufe, Quellen) | Gold       | Platin     | Verkäufe  | Quellen            |
| -------------------------------------------------------------------------------------------- | ---------- | ---------- | --------- | ------------------ |
| Japan (RIAJ)                                                                                 | 17× Gold17 | 4× Platin4 | 2.250.000 | riaj.or.jp JP2 JP3 |
| Südkorea (KMCA)                                                                              | —          | 3× Platin3 | 2.500.000 | circlechart.kr     |
| Insgesamt                                                                                    | 17× Gold17 | 7× Platin7 |           |                    |